# ۱۸۵۷ (فیلم)
«۱۸۵۷» (انگلیسی: 1857 (film)) یک فیلم است که در سال ۱۹۴۶ منتشر شد.